# نیروی دریایی هند
نیروی دریایی هند، شاخه دریایی نیروهای مسلح هند می‌باشد. رئیس‌جمهور هند فرماندهی کل قوای نیروی دریایی هند را در دست دارد. رئیس ستاد نیروی دریایی (CNS) که معمولاً یک افسر چهار ستاره با درجه دریابد می‌باشد که نیروی دریایی را فرماندهی می‌کند.
ریشه نیروی دریائی هند، به شرکت دریائی هند شرقی (بریتانیا) بازمی‌گردد. انگلیسی‌ها در سال ۱۶۱۲ میلادی، برای محافظت از کشتی‌ها تجاری خود، این شرکت را تأسیس نمودند.
از سال ۱۸۳۰ میلادی، نام شرکت دریائی کمپانی هند شرقی، به نیروی دریائی سلطنتی هند تغییر نام یافت.
از سال ۱۹۵۰ میلادی، همزمان با تشکیل نظام جمهوری در کشور هند، نام این نیرو از نیروی دریائی سلطنتی به نیروی دریائی هند تغییر نام یافت.
اگرچه وظیفه اصلی نیروی دریایی هند حفظ امنیت مرزهای آبی این کشور می‌باشد، هندوستان از نیروی دریایی خود برای کمک به روابط فرامرزی از راه شرکت در تمرینات مشترک، بازدید از بنادر و مأموریت‌های بشردوستانه از جمله امدادرسانی، استفاده می‌کند. در سال‌های اخیر، نیروی دریایی هند دستخوش نوسازی قابل توجهی برای جایگزینی تجهیزات فرسوده در حال خدمت شده‌است. این بخشی از برنامه "India's drive" برای تبدیل شدن به یک قدرتی تکامل یافته از نیروی دریایی آب‌های آبی (به انگلیسی: blue-water navy) است.            نیروی دریایی هند پنجمین نیروی دریایی دنیاست، نیروی دریایی هند دارای چهار ناو هواپیما بر می باشد و توانسته یک فروند ناو هواپیما بر بسازد و خود را جزع پنج کشور دارای تکنولوژی ساخت ناو هواپیمابر بکند. از دیگر دستاورد های نیروی دریایی هند ساخت زیر دریایی اتمی آری هانت است که تعداد آن مشخص نیست.

## نقش‌ها
در قرن بیست و یکم، نیروی دریایی هند نقش‌های اصلی مختلفی را به خود می‌بیند:
- در رابطه با دیگر نیروهای مسلح اتحادیه، اقدام به جلوگیری یا شکست هر گونه تهدید یا تجاوز علیه سرزمین، مردم یا منافع دریایی هند، در جنگ و صلح.
- توجه به نفوذ در آب‌های منطقه‌ای هند، برای پیشبرد اهداف سیاسی، اقتصادی و امنیتی.
- در همکاری با گارد ساحلی هند، مسئولیت اطمینان از نظم و ثبات در مناطق دریایی هند.
- فراهم کردن همیاری (از جمله امدادرسانی) با همسایگان آب‌های هند.

علاوه بر آنچه که گفته شد، وزیر دفاع هند، اِی. کا.آنتونی، زمانی که پذیرای نمایندگان ۲۶ کشور در ششمین کنفرانس امنیت آسیا که "The Shangri-La Dialogue" نیز خوانده می‌شود بود، گفت که :"هندوستان آمادگی دارد برای یک دنیای بهتر به عنوان بخشی از یک نظام امنیتی کثرت‌گرا نقشی کلیدی ایفا کند". نقشی که می‌تواند دربردارنده همراهی هند برای شراکت در امنیت جهانی مانند مأموریت‌هایی که زیر نظر سازمان ملل هستند یا قرارگرفتن دربرابر تهدیدات مشترک مانند دزدان دریایی سومالی باشد. 

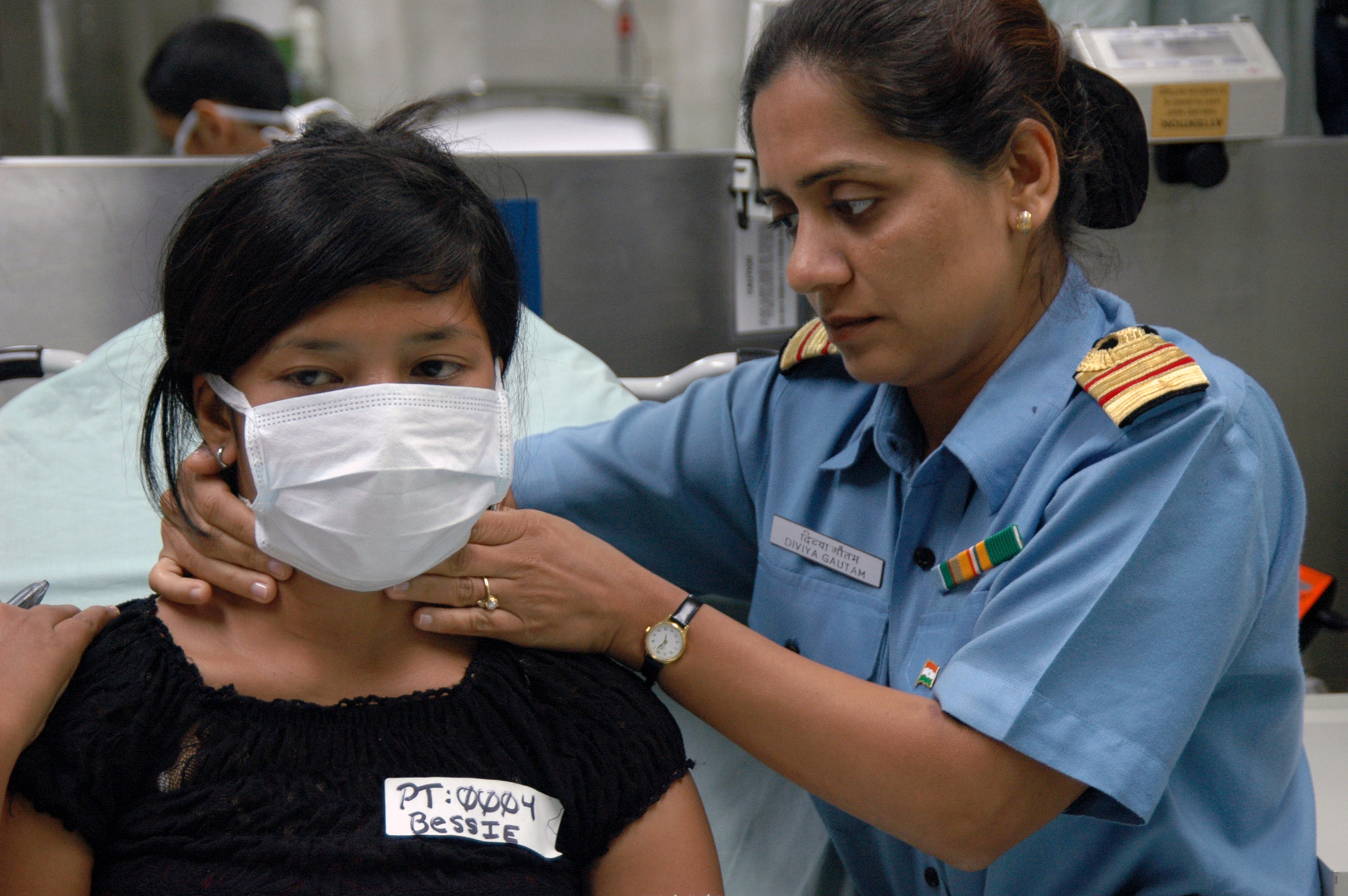
افسر نیروی دریایی هند درحال رسیدگی به یک بیمار

## ساخت اولین ناو هواپیمابر
در ژوئیه ۲۰۱۳ هند از اولین ناو هواپیمابر ساخت این کشور پرده برداری کرد. این ناو هواپیمابر که به گفته وزیر دفاع کشور هند یک افتخار ملی در طراحی و ساخت صنایع جنگی است، با ۴۷۵۰۰ تن وزن و ۲۶۰ متر طول اولین ناو هواپیما بر ساخت این کشور است.
کشور هند توانست پس از کشورهای روسیه، فرانسه، انگلیس و آمریکا اولین تولیدکننده ناو هواپیمابر باشد. خروج این ناو هواپیمابر از یک ساختمان در نزدیکی بندر کوچی هند، کشور چین را شوکه کرده و مجدداً روابط اقتصادی این دو کشور را تحت تأثیر گذاشته‌است.
این ناو در بندر کوچی در جنوب ایالت کرالا پرده برداری شد. البته قبل از اینکه به ناوگان نظامی این کشور بپیوندند نیاز به تست و بررسی‌هایی تا سال ۲۰۱۸ دارد.